# 地域経済報告
地域経済報告（ちいきけいざいほうこく）は、日本銀行が四半期ごとに公表する統計調査。日銀地域経済報告とも言う。アメリカ合衆国の連邦準備理事会が発行するベージュ色の表紙の地区連銀景況報告がベージュブックと呼ばれるのに対して、淡いピンク色の表紙からさくらレポートまたはさくらリポートの愛称でも呼ばれている。2005年4月に初めて作成され、以降4月・7月・10月・1月の四半期ごとに公表される。なお、2005年1月以前は「全国11支店金融経済概況」が公表されており、さくらレポートは、全体の総括や地域別主要指標、経済トピックスを盛り込むなどして、その内容を拡充したものである。また、地域区分も11から9に見直された。

## 概要
日本銀行が四半期ごとに行われる支店長会議にむけて、日頃から行なっている金融ヒアリングについて、北海道、東北、北陸、関東・甲信越、東海、近畿、中国、四国、九州・沖縄の9地域ごとに、地域経済担当部署からの報告を集約し、調査統計局地域経済担当が、個人消費、設備投資、公共投資、住宅投資、生産、雇用、所得動向を取りまとめているものであり、3ヶ月前と比較した金融情勢の変化を分析し、金融政策に活用される。
国内総生産や鉱工業生産指数、消費者物価指数、日銀短観がマクロ調査に分類されるのに対して、マクロ調査では拾いきれない経済の実態を精査し、現場の経営者にヒヤリング（ビジネス・インタビュー）するさくらレポートはミクロ調査とされており、マクロ調査を補完する役割を担う。常時4000以上の協力先を確保しており、回答率の高さから精度に定評がある。表現のニュアンスや矢印で各地域の景気の動向を示すなど、わかりやすい表現をする工夫がなされている。「金融経済月報」や「日本銀行調査季報」を通じて公表されている。

## 脚註
1. ↑  さくらレポートiFinance
2. ↑  地域経済報告マネー百科事典
3. 1 2  証券用語解説集野村證券
4. 1 2  池上彰のやさしい金融経済教室日本銀行
5. ↑  さくらレポート株式投資大百科

## 参照
- 地域経済報告（さくらレポート）：日本銀行 Bank of Japan
- さわって分かる日銀地域経済報告：NHK